# Egemonia culturale

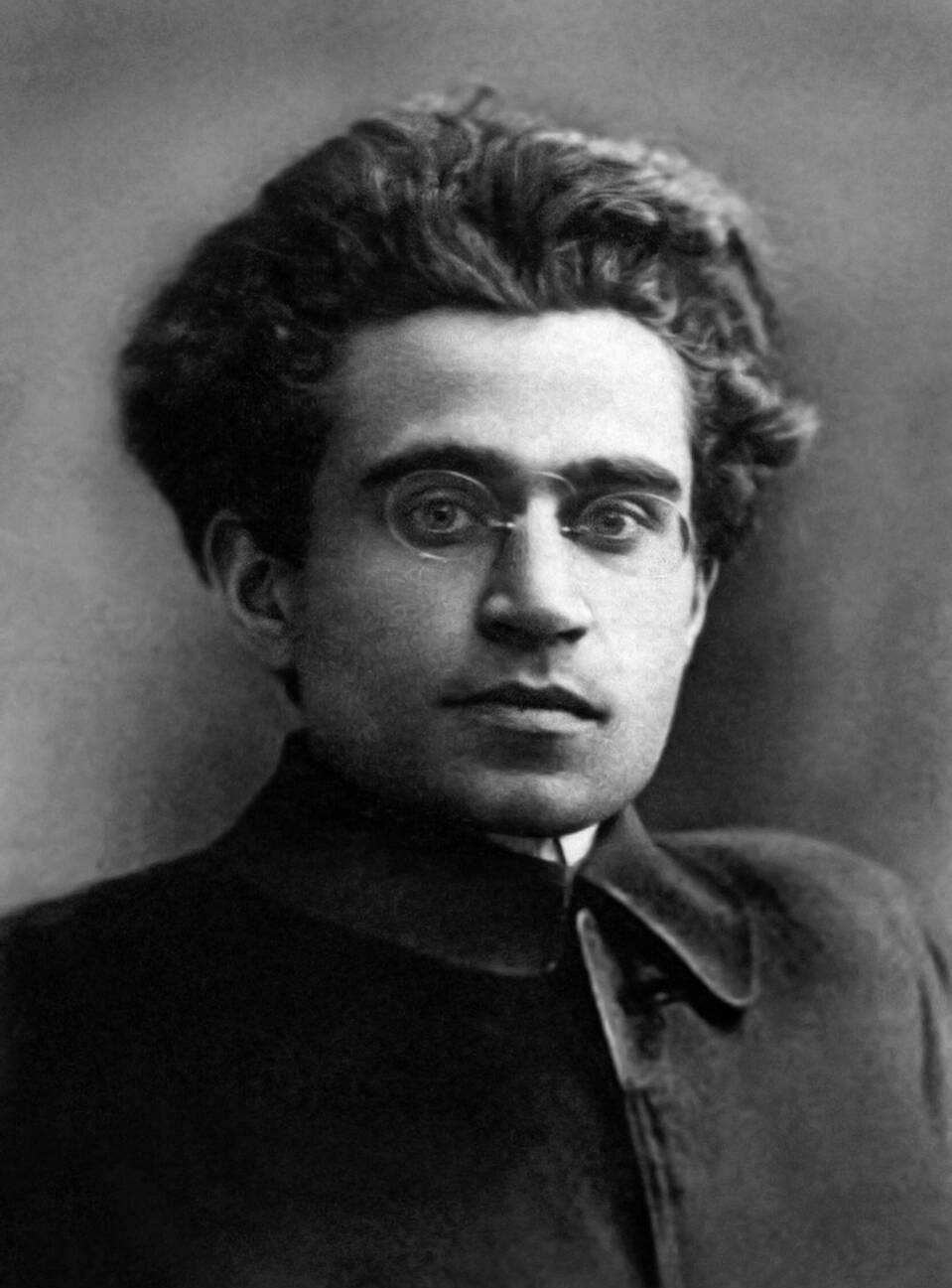
Antonio Gramsci

L'egemonia culturale è un concetto che indica le varie forme di «dominio» culturale e/o di «direzione intellettuale e morale» da parte di un gruppo o di una classe che sia in grado di imporre ad altri gruppi, attraverso pratiche quotidiane e credenze condivise, i propri punti di vista fino alla loro interiorizzazione, creando i presupposti per un complesso sistema di controllo.
L'analisi dell'egemonia culturale, in quanto distinta dal mero dominio politico-statuale, è stata formulata per la prima volta da Antonio Gramsci per spiegare perché le rivoluzioni comuniste predette da Karl Marx nei paesi industrializzati non si fossero verificate.

## Le mancate previste rivoluzioni
Marx e i suoi discepoli avevano in effetti affermato che il capitalismo industriale avrebbe generato una gigantesca classe operaia e cicliche recessioni economiche che aggiunte alle altre contraddizioni del sistema capitalistico avrebbero portato la stragrande maggioranza della popolazione, i lavoratori, a sviluppare delle organizzazioni per difendere i loro interessi e cioè sindacati e partiti politici riformisti. 
L'inevitabile successione delle crisi economiche avrebbe quindi trascinato la classe operaia organizzata ad abbattere il capitalismo con una rivoluzione, a rifondare le istituzioni economiche, politiche e sociali sulla base del socialismo scientifico e a cominciare la transizione verso una società comunista. 
In termini marxisti il cambiamento radicale delle strutture economiche implicava una trasformazione delle sovrastrutture culturali e politiche. 

### Teoria e prassi: ideologia
Questa concezione risaliva alla formulazione marxista della nascita della ideologia, intesa come la separazione di teoria e prassi. È noto il giudizio, ad esempio, di Marx nei confronti di Hegel che veniva accusato di essere stato un ideologo in quanto aveva messo in primo piano l'idea rispetto alla realtà, aveva posto l'uomo sulla testa anziché sui piedi come aveva già detto Feuerbach. Hegel aveva sostenuto l'intima necessità razionale di certe istituzioni, come quella del maggiorascato, che si giustificavano di per sé indipendentemente dalla reale situazione storica che le aveva generate. Per Marx era invece determinante per la nascita delle formulazioni ideali, sociali, politiche ed economiche il sostrato storico da cui nascevano. Il processo quindi per Marx iniziava dalla realtà concreta (la prassi) che portava quindi alla teoria, mentre la separazione della teoria dalla prassi generava l'ideologia.

### Struttura e sovrastruttura
Successivamente Marx modificò questo rapporto tra teoria e prassi introducendo i concetti di sovrastruttura e struttura: egli cioè si rese conto che veramente la prassi generava la teoria (sovrastrutture) ma che poi questa non rimaneva isolata e lontana dalla realtà ma tornava prepotentemente a modificarla. 
Perciò si poteva legittimamente sostenere che il movimento culturale ad esempio dell'illuminismo era stato generato dalle condizioni storiche della Francia del secolo XVIII ma poi questa sovrastruttura non era rimasta separata dalla reale situazione storica ma era tornata su di essa modificandola potentemente attraverso la Rivoluzione francese. 
In tutta la storia della cultura le sovrastrutture erano state appannaggio della classe dominante la quale, attraverso il meccanismo della separazione della teoria dalla prassi, l'ideologia, aveva giustificato surrettiziamente il suo potere politico sui subordinati. Così nell'esempio precedente la borghesia illuminista francese dopo la rivoluzione aveva preteso di assumere il potere politico in quanto detentrice dei valori ideali di libertà, uguaglianza e fratellanza esercitando così la sua egemonia culturale.

## Il pensiero di Gramsci
Se i proletari volevano assumere il potere occorreva strappare alla borghesia la sua egemonia culturale. Se finora non era avvenuto quanto teorizzato scientificamente dalla dialettica marxista, secondo Gramsci questo era dovuto all'incontrastata preponderanza della cultura borghese su quella proletaria.
In altri termini le rappresentazioni culturali della classe dirigente, cioè l'ideologia dominante, avevano influito più di quanto Marx avrebbe potuto pensare sulle masse lavoratrici. 
Nelle società industriali avanzate gli strumenti culturali egemonici come la scuola obbligatoria, i mezzi di comunicazione di massa avevano inculcato una "falsa coscienza" ai lavoratori. Invece di fare una rivoluzione che servisse a soddisfare i loro bisogni collettivi i lavoratori delle società industriali facevano propria l'ideologia borghese dominante cedendo alle sirene del nazionalismo, del consumismo e della competizione sociale abbracciando un'etica individualista egoistica oppure schierandosi tra le file dei capi religiosi borghesi.
Era arrivato il tempo di abbattere l'egemonia culturale borghese e questo era il compito degli intellettuali.

### Intellettuali tradizionali e organici
Tutti gli uomini sono intellettuali in quanto operano nella realtà secondo modi d'intendere e di volere, secondo una filosofia e un'etica spontanea, e contribuiscono a modificare visioni del mondo e modi di pensare. 
L'"homo faber" presuppone necessariamente l'"homo sapiens". Lo stesso linguaggio rivela un'attività intellettuale dove viene fissata una determinata concezione della realtà. Nella società umana dove tutti sono quindi intellettuali vi sono alcuni che assumono storicamente questo ruolo assumendone coscientemente la funzione.
Gli intellettuali si possono infatti distinguere in
- tradizionali, che sono quelli che elaborano la propria attività intellettuale al di fuori degli schemi stabiliti dall'egemonia culturale preponderante considerandosi «autonomi e indipendenti dal gruppo sociale dominante» politicamente ed economicamente rifacendosi ai valori della tradizione;
- organici, quelli collegati organicamente alla classe dominante offrendo a questa «funzioni organizzative e connettive», tali da permetterle la guida ideologica e culturale. Sono al servizio del principe e ne giustificano ed esaltano il potere a cui essi si sentono associati e di cui godono i vantaggi.

Lo Stato, come espressione della classe dominante in effetti si avvale per l'esercizio del potere di due strumenti:
- la "dittatura", come espressione coercitiva del potere politico e
- l'egemonia culturale raggiunta con l'organizzazione del consenso tramite strutture ideologiche e istituzioni come la scuola, i partiti, la Chiesa ecc. In questo caso il potere non si esprime con la forza ma attraverso la persuasione razionale e l'influenza sentimentale, modificando il pensiero e il modo di vivere dei subordinati.

La classe al potere che voglia stabilmente consolidarsi e rafforzarsi farà in modo che la coercizione e l'egemonia culturale s'interconnettano sempre di più.

### Dalla guerra di movimento alla guerra di posizione
Gramsci a un certo punto si rende conto che in Italia non vi sono le condizioni affinché la rivoluzione possa avvenire come in Russia, in modo rapido e violento, a causa delle differenti condizioni nazionali.
“In Oriente lo Stato era tutto, la società civile primordiale e gelatinosa; nell’Occidente tra Stato e società civile c’era un giusto rapporto e nel tremolio dello Stato si scorgeva subito una robusta struttura della società civile. Lo Stato era solo una trincea avanzata, dietro cui stava una robusta catena di fortezze e di casematte…”.
Negli Stati più avanzati anche le crisi economiche gravissime non hanno immediate ripercussioni nel campo politico. Le sovrastrutture della società civile (istituzioni, associazioni ecc.) sono l’equivalente delle trincee e delle fortificazioni nella guerra moderna, nella quale, pur dopo l’attacco dell’artiglieria, gli assalitori si trovano di fronte una linea difensiva ancora efficiente. Occorre dunque sostituire la guerra di movimento con una guerra di posizione, e studiare quali sono gli elementi della società civile che corrispondono ai sistemi di difesa nella guerra di trincea, per conquistarli uno ad uno. Alla tattica della rivoluzione permanente subentra come priorità quella dell’egemonia civile.

### Forza e consenso nei regimi politici
Negli stati liberali si cercherà di raggiungere un equilibrio tra la forza del potere politico e il consenso culturale della maggioranza presa a fondamento del primo. 
Il consenso della maggioranza diviene così essenziale per il mantenimento del potere politico e per questo si accrescono artificiosamente sempre più strumenti che formano l'opinione pubblica tanto che nello stato moderno «la categoria degli intellettuali [...] si è ampliata in modo inaudito».
Gli intellettuali organici sono divenuti così il maggior sostegno dello stato moderno: chi lavora, quindi, per l'abbattimento di questo stato, dovrà superare il concetto tradizionale di una irruente rivoluzione, vista come un irriflesso scontro violento tra classi in lotta, e sostituirvi la conquista dell'egemonia culturale. Cosa del resto non facile perché la classe dominante, ad evitare scontri di forza pericolosi per il suo mantenimento al potere, è in grado di realizzare "rivoluzioni passive", adeguando lo sviluppo economico alle necessità materiali della popolazione subordinata secondo quello che Gramsci chiama il metodo dell'"americanismo".
Contro la costruzione di uno stato americanista, per rompere questa connessione tra egemonia culturale e potere, la strada è sempre quella della rivoluzione come scontro violento di classe per la conquista del potere. Tuttavia questa "guerra di movimento", la rivoluzione, dev'essere preceduta dalla "guerra di posizione", dalla conquista dell'egemonia culturale, attirando al proletariato la classe degli intellettuali tradizionali e formando tra le proprie file gli intellettuali organici, facendo di questi i propri dirigenti politici. 
«Il proletariato può diventare classe dirigente e dominante nella misura in cui riesce a creare un sistema di alleanze di classe che gli permetta di mobilitare contro il capitalismo e lo Stato borghese la maggioranza della popolazione lavoratrice».
Dopo la vittoria sarà compito dei dirigenti politici mantenere inalterata l'egemonia culturale del proletariato:
«La supremazia di un gruppo sociale si manifesta in due modi, come dominio e come direzione intellettuale e morale. Un gruppo sociale è dominante dei gruppi avversari che tende a liquidare o a sottomettere anche con la forza armata, ed è dirigente dei gruppi affini e alleati. Un gruppo sociale può e anzi deve essere dirigente già prima di conquistare il potere governativo (è questa una delle condizioni principali per la stessa conquista del potere); dopo, quando esercita il potere ed anche se lo tiene fortemente in pugno, diventa dominante ma deve continuare ad essere anche dirigente».

### Scritti di Antonio Gramsci
- Alcuni temi della quistione meridionale, Parigi 1930
- L'Ordine Nuovo. 1919-1920, Torino 1970
- L'ordine Nuovo. 1921-1922, Torino 1971
- Sotto la Mole. 1916-1920, Torino 1971
- Scritti politici, a cura di P. Spriano, Roma 1973
- Cronache torinesi. 1913-1917, a cura di S. Caprioglio, Torino 1980
- La città futura. 1917-1918, a cura di S. Caprioglio, Torino 1980
- Il nostro Marx. 1918-1919, Torino 1984
- Lettere. 1908-1926, Torino 1997
- Antonio Gramsci-Tatiana Schucht, Lettere 1926-1935, Torino 1997
- La questione meridionale, Roma 2005 ISBN 88-359-5689-7
- Lettere dal carcere, a cura di A. Santucci, Palermo 1996
- Quaderni del carcere, a cura di F. Platone, Torino, 1948-1951
- Quaderni del carcere, a cura di V. Gerratana, Torino 1975
- Quaderni del carcere, a cura di V. Gerratana, 4 voll., Torino 2007 ISBN 978-88-06-18649-4